# Marc Brandel
Marc Brandel (* 28. März 1919 als Marcus Beresford in London; † 16. November 1994 in Santa Monica, Kalifornien) war ein britischer Autor und Fernsehproduzent.

## Leben
Zwischen 1937 und 1938 besuchte er das St Catharine’s College in Cambridge, danach war er von 1939 bis 1940 am Westminster College. Während des Zweiten Weltkriegs war er für die britische Handelsmarine im Einsatz. Nach dem Krieg fing er an seinen ersten Roman Rain Before Seven zu schreiben. 1948 hatte er ein Stipendium für Yaddo in den USA und verliebte sich in Patricia Highsmith. Die unerfüllte Liebe beschrieb er in dem für Highsmith offenen Schlüsselroman The Choice. 1960 änderte er seinen Geburtsnamen in Marc Brandel. Zudem war er Vorsitzender der Dover Film Production, sowie Mitglied der P.E.N.-Vereinigung.
Er war verheiratet mit Ruda Podemska und Vater dreier Kinder. Von 1989 an lebte er bis zu seinem Tode 1994 in Santa Monica.

## Werke

### Bücher
Bekanntheit erlangte er mit dem Roman Rain Before Seven, welcher 1945 veröffentlicht wurde. Aus seinem 1979 veröffentlichten Roman The Lizard’s Tail entstand der 1981 von Orion Pictures produzierte Film The Hand. Im deutschsprachigen Raum kennt man ihm vor allem durch seine Romane für die amerikanische Jugendbuchserie The Three Investigators, besser bekannt als Die drei ???.
Diverse Romane
| Titel                   | Jahr |
| ----------------------- | ---- |
| Rain Before Seven       | 1945 |
| The Rod and the Staff   | 1947 |
| The Barriers Between    | 1949 |
| The Choice              | 1950 |
| The Time of the Fire    | 1954 |
| The Man Who Liked Women | 1972 |
| The Mine of Lost Days   | 1974 |
| Survivor                | 1976 |
| The Lizard’s Tail       | 1979 |
| Murder in the Family    | 1985 |
| A Life of Her Own       | 1985 |

Die drei ???
| Nr. (US/DE) | Originaltitel                      | Deutsche Übersetzung       | Jahr |
| ----------- | ---------------------------------- | -------------------------- | ---- |
| 35/35       | The Mystery of the Kidnapped Whale | … und der Super-Wal        | 1983 |
| 37/38       | The Mystery of the Two-Toed Pigeon | … und die Perlenvögel      | 1984 |
| 40/43       | The Mystery of the Rogues’ Reunion | … und der gestohlene Preis | 1985 |
| CB#5/52     | An Ear For Danger                  | … und der riskante Ritt    | 1989 |

Des Weiteren schrieb er auch das Theaterstück The Man Who Let It Rain, welches 1964 im Theatre Royal Drury Lane in London uraufgeführt wurde. Er war zudem für verschiedene Zeitungen tätig, beispielsweise für Colliers, Atlantic Monthly, New York Times und der Cosmopolitan.

### Film und Fernsehen
Neben der Tätigkeit als Buchautor schrieb er Drehbücher für einige Fernsehserien, u. a. für Double Trouble, Kraft Theater, Playhouse 90, Amos Burke, Paul Temple, The Alfred Hitchcock Hour, Privatdetektivin Honey West, Barnaby Jones und Fantasy Island. Auch produzierte er fünf Folgen der britischen Fernsehserie ITV Playhouse (1. Staffel).